# رترواکتیو
رترواکتیو یک فیلم علمی تخیلی اکشن ماجراجویی از سال ۱۹۹۷ است. کارگردانی این فیلم را لوئیس مورنو برعهده داشت و جیمز بلوشی، کایلی تراویس و فرانک والی در آن نقش ایفا کردند.

## داستان
یک روان‌پزشک سفرهای متعددی را در طول زمان انجام می‌دهد تا زنی را که توسط شوهر وحشی خود کشته شده‌است نجات دهد.

## بازیگران
- جیمز بلوشی به عنوان فرانک
- کایلی تراویس به عنوان کارن
- شانون غژغژ به عنوان رایان
- فرانک والی به عنوان برایان
- جسی بورگو به عنوان جسی
- امت والش به عنوان سام
- شرمن هاوارد به عنوان سپاهی
- پسر بوید به عنوان باد
- کریستینا کاگینز به عنوان مارتا
- رابی تیباوت جونیور. به عنوان پل
- راجر کلینتون به عنوان راننده کامیون